# 포천 자작동 지석묘
포천 자작동 지석묘는 대한민국 경기도 포천시 자작동에 있다. 1986년 4월 9일 포천시의 향토유적 제2호로 지정되었다.

## 개요
지석묘의 형식은 탁자식으로 평지에 조성되었으며, 하부는 지표 아래에 약간 매몰되어 있지만 원형을 그대로 살필 수 있다.
상석의 재질은 화강이며, 방형으로 규모는 420cm x 347cm 크기에 두께는 45-50cm이다.
지석은 4매가 모두 있으나 남쪽 단벽은 중간에 잘려져 나간 듯하다. 장벽의 규모는 서쪽이 265cm x 144cm x 33cm이며, 반대편의 동쪽은 220cm x 144cm x 31cm 로 화강암 재질의 판석이다. 단벽의 규모는 북쪽이 105cm x 144cm x 28cm 로 장벽사이에 끼워져 있다. 남벽은 110cm x 85cm x 20cm 의 규모로 약 15sm만 지류 위에 올라와 있다.
지석묘의 하부구조로 피장자가 안치되는 곳인 묘실은 180cm x 122cm이며, 현재의 묘실 바닥에서 상석 하단부까지의 높이는 144cm, 지표까지의 높이는 70cm로 바닥에는 부식토가 깔려 있다.
지석묘 내부의 유물은 모두 도굴당하였으나 지석묘 연구에 좋은 자료가 되고 있다.